# Sclerocactus glaucus
Sclerocactus glaucus là một loài thực vật có hoa trong họ Cactaceae. Loài này được (K. Schum.) L.D. Benson miêu tả khoa học đầu tiên năm 1966.

## Hình ảnh

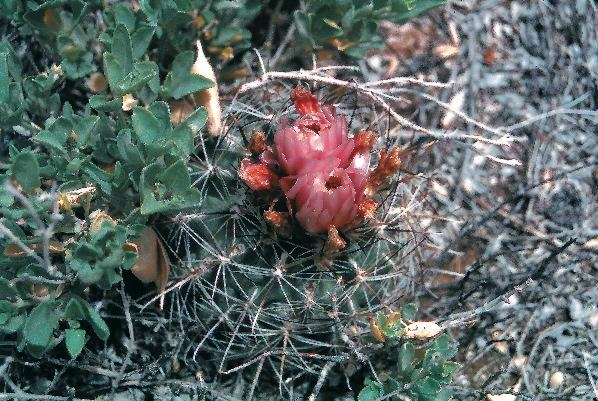
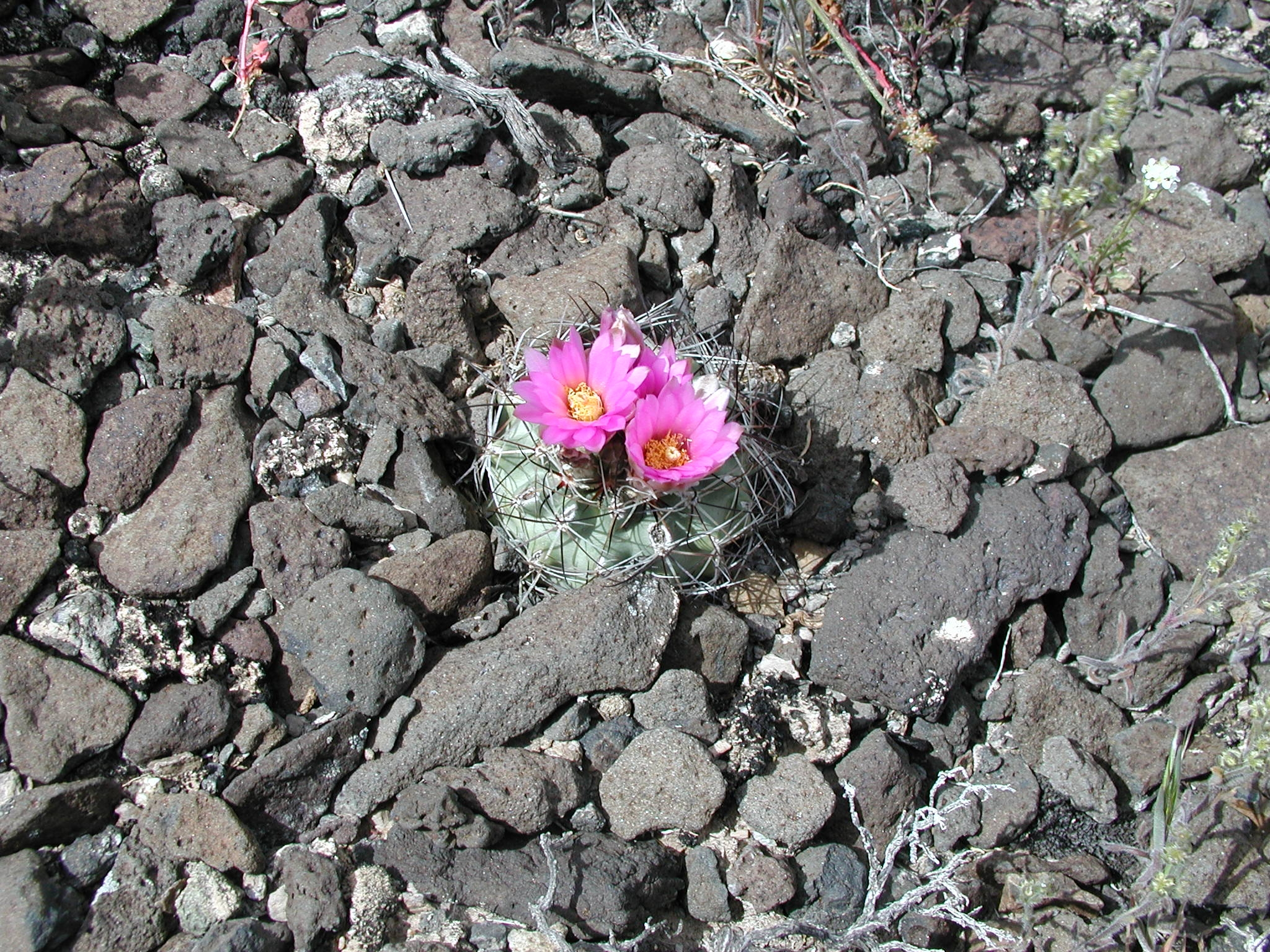
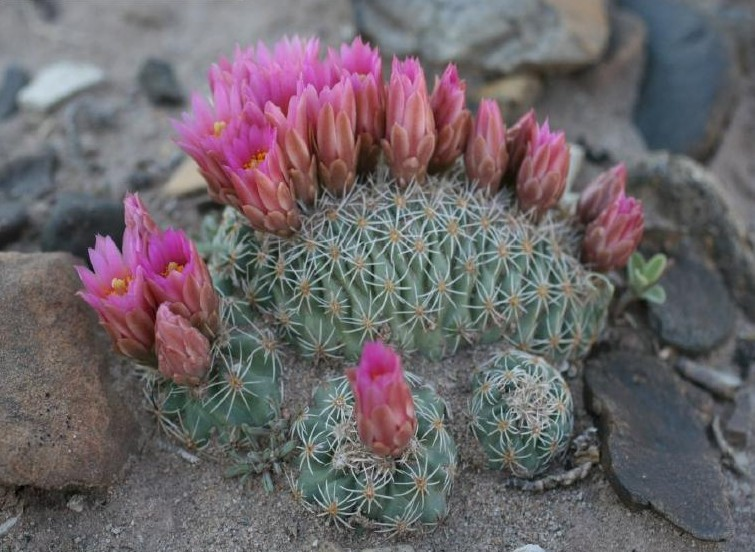
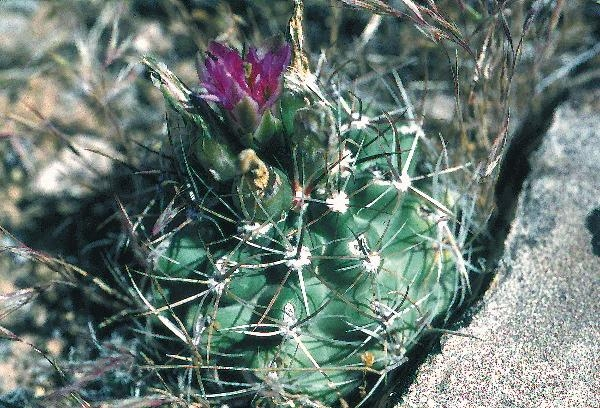